# Briny Breezes
Briny Breezes ist eine Stadt im Palm Beach County im US-Bundesstaat Florida. Das U.S. Census Bureau hat bei der Volkszählung 2020 eine Einwohnerzahl von 502 ermittelt. Die Stadt besteht zumeist aus Mobilheimen von zugezogenen Menschen nördlicher Bundesstaaten.

## Geographie
Die Stadt liegt etwa 25 km südlich von West Palm Beach am Atlantischen Ozean. Nachbarstädte sind Ocean Ridge im Norden, Boynton Beach im Westen und Gulf Stream im Süden. Durch das Stadtgebiet führt die Florida State Road A1A. Etwa 2 km westlich führt die Interstate 95 an Briny Breezes vorbei.

## Demographische Daten
Laut der Volkszählung 2010 verteilten sich die damaligen 601 Einwohner auf 800 Haushalte. Die Bevölkerungsdichte lag bei 3005,0 Einw./km². 99,7 % der Bevölkerung bezeichneten sich als Weiße und 0,3 % als Afroamerikaner. 0,8 % der Bevölkerung bestand aus Hispanics oder Latinos.
Im Jahr 2010 lebten in 1,3 % aller Haushalte Kinder unter 18 Jahren sowie 81,2 % aller Haushalte Personen mit mindestens 65 Jahren. 53,5 % der Haushalte waren Familienhaushalte (bestehend aus verheirateten Paaren mit oder ohne Nachkommen bzw. einem Elternteil mit Nachkomme). Die durchschnittliche Größe eines Haushalts lag bei 1,62 Personen und die durchschnittliche Familiengröße bei 2,10 Personen.
2,0 % der Bevölkerung waren jünger als 20 Jahre, 3,3 % waren 20 bis 39 Jahre alt, 10,8 % waren 40 bis 59 Jahre alt und 83,9 % waren mindestens 60 Jahre alt. Das mittlere Alter betrug 74 Jahre. 45,4 % der Bevölkerung waren männlich und 54,6 % weiblich.
Das durchschnittliche Jahreseinkommen lag bei 37.083 $, dabei lebten 5,9 % der Bevölkerung unter der Armutsgrenze.
Im Jahr 2000 war Englisch die Muttersprache von 100 % der Bevölkerung.